# D&D Studios
D&D Studios é um estúdio de gravação de hip hop localizado na cidade de Nova Iorque, onde já gravaram artistas como The Notorious B.I.G., Nas, Jay-Z, Jeru The Damaja, KRS-One, entre outros.

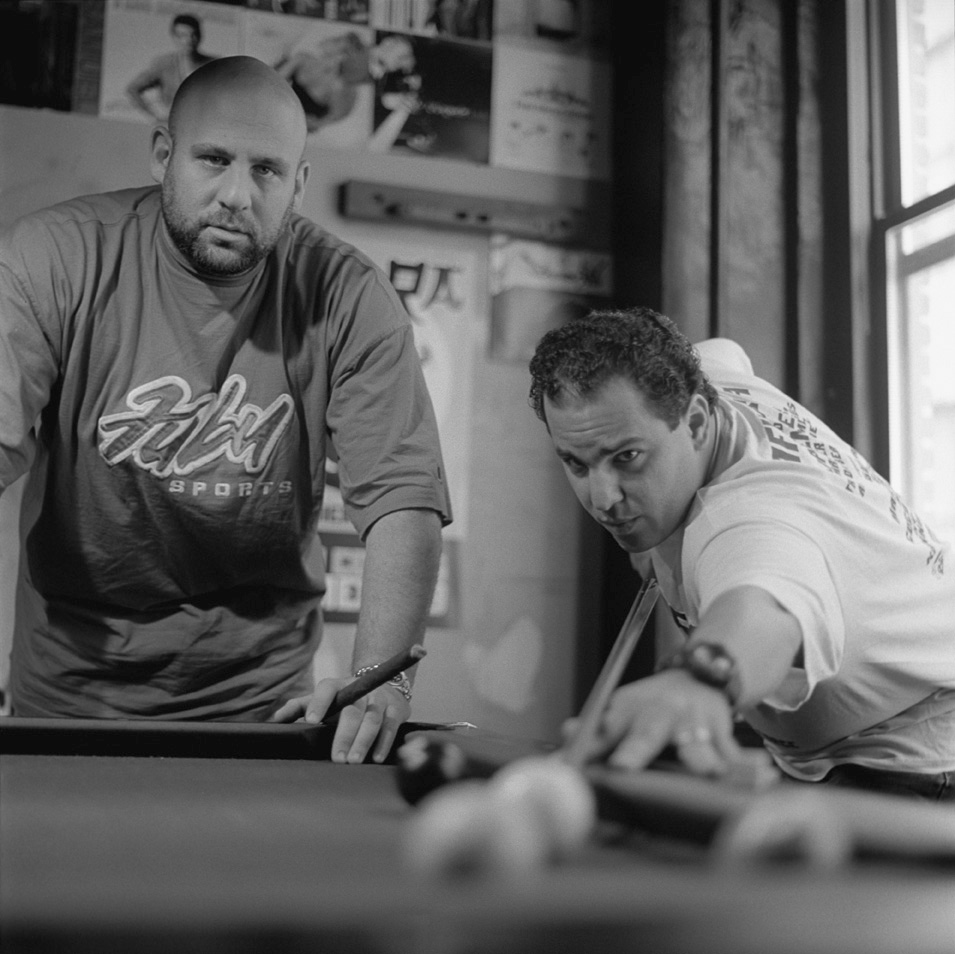
Doug and Dave NYC 2000